# Laduspindel
Laduspindel (Malthonica ferruginea) är en spindelart som först beskrevs av Georg Wolfgang Franz Panzer 1804.  Laduspindel ingår i släktet Malthonica och familjen trattspindlar. Arten är reproducerande i Sverige. Inga underarter finns listade i Catalogue of Life.